# Vanda Vanda
Vanda Vanda war eine belgische Popband. Sie wurde im Rahmen der Castingshow Popstars gebildet.

## Geschichte
Der flämische Fernsehsender VT4 strahlte 2000/2001 eine Adaption der international erfolgreichen Castingshow Popstars aus. Im Rahmen dessen gingen fünf Teilnehmer als Sieger hervor und bildeten die Gruppe Vanda Vanda. Diese erhielt einen Plattenvertrag bei Warner Music. Ihre erste Single Sunshine After the Rain gelang gleich der Sprung an die Spitze der flämischen Singlecharts. Es folgten weitere Singles und ein Album.
2002 nahm die Gruppe mit dem Titel All My Love am belgischen Vorentscheid zum Eurovision Song Contest teil, schied aber in der Vorrunde aus.
Später verließ Iris Van Hoof die Gruppe, die verbliebenen vier Mitglieder machten als Quatro weiter. 2004 nahm Quatro erneut am Vorentscheid zum Eurovision Song Contest teil, doch auch The Sweetest Thing erreichte das Finale nicht. Wenig später löste sich die Gruppe auf.
Von den ehemaligen Mitgliedern machte vor allem Iris Van Hoof von sich reden. Die in Köln geborene Sängerin moderierte einige Fernseh- und Radioshows.

## Diskografie

### Alben
| Jahr | Titel          | Höchstplatzierung, Gesamtwochen, AuszeichnungChartsChartplatzierungen (Jahr, Titel, Platzierungen, Wochen, Auszeichnungen, Anmerkungen) | Anmerkungen                           |
| Jahr | Titel          | BEF | Anmerkungen                           |
| ---- | -------------- | --- | ------------------------------------- |
| 2001 | Let’s Get Busy | BEF2 (7 Wo.)BEF | Erstveröffentlichung: 17. August 2001 |

### Singles
| Jahr | Titel Album                            | Höchstplatzierung, Gesamtwochen, AuszeichnungChartsChartplatzierungen (Jahr, Titel, Album, Platzierungen, Wochen, Auszeichnungen, Anmerkungen) | Anmerkungen                           |
| Jahr | Titel Album                            | BEF | Anmerkungen                           |
| ---- | -------------------------------------- | --- | ------------------------------------- |
| 2001 | Sunshine After the Rain Let’s Get Busy | BEF1 Gold · (12 Wo.)BEF | Erstveröffentlichung: 27. April 2001  |
| 2001 | Love of My Life Let’s Get Busy         | BEF14 (9 Wo.)BEF | Erstveröffentlichung: 13. Juli 2001   |
| 2001 | Perfect Girl Let’s Get Busy            | BEF43 (1 Wo.)BEF | Erstveröffentlichung: 5. Oktober 2001 |

Weitere Singles
- 2002: All My Love
- 2003: Tell It to My Heart (als Quatro)
- 2004: The Sweetest Thing (als Quatro)